# Enconista tengistanica
Enconista tengistanica är en fjärilsart som beskrevs av Brandt 1938. Enconista tengistanica ingår i släktet Enconista och familjen mätare. Inga underarter finns listade i Catalogue of Life.